# Orbetello
Orbetello là một đô thị (comune) ở tỉnh Grosseto, vùng Toscana của Ý. Đô thị Orbetello có diện tích km2, dân số thời điểm 31 tháng 5 năm 2005 là 14.905 người.
Orbetello có các đơn vị dân cư sau:
Orbetello giáp với các 